# Eric Holcomb
Eric Joseph Holcomb (Vincennes, 2 mei 1968) is een Amerikaanse politicus van de Republikeinse Partij. Tussen 2017 en 2025 was hij gouverneur van de Amerikaanse staat Indiana.

## Biografie
Holcomb werd geboren in Vincennes, een stadje aan de Wabash in het zuidoosten van Indiana. Na de middelbare school, die hij doorliep in Indianapolis, trok hij naar Hanover voor een studie Amerikaanse geschiedenis, waarbij hij zich vooral richtte op de Amerikaanse Burgeroorlog en de Reconstructie. Hij studeerde in 1990 af.
Vanaf het begin van de jaren negentig diende Holcomb gedurende zes jaar bij de militaire inlichtingendienst van de United States Navy. Hij was gestationeerd in Jacksonville (Florida) en in de Portugese hoofdstad Lissabon. In 1997 ging hij aan de slag als medewerker van John Hostettler, toenmalig afgevaardigde in het Amerikaans Congres. Holcomb ambieerde zelf ook een politieke carrière en streed in 2000 mee voor een zetel in het Huis van Afgevaardigden van Indiana. Hij slaagde er niet in te worden verkozen.
Toch werkte Holcomb zich hierna wel op binnen de politiek van Indiana. Hij was jarenlang actief als adviseur, campagnemanager en stafchef van toenmalig gouverneur Mitch Daniels en bekleedde tevens het voorzitterschap van de lokale afdeling van de Republikeinse Partij. In 2013 gaf hij dit voorzitterschap op om stafchef te worden van senator Dan Coats. Toen Coats in 2016 zijn vertrek aankondigde, stelde Holcomb zich verkiesbaar om hem op te volgen, maar bedacht zich toen hij door gouverneur Mike Pence werd gevraagd om de vacante post van luitenant-gouverneur in te vullen. Holcomb trad aan in maart 2016 en werd ook meteen de running mate van Pence voor de gouverneursverkiezingen.

### Gouverneurschap
De gouverneursverkiezingen in Indiana verliepen anders dan aanvankelijk verwacht. Pence en Holcomb wonnen de Republikeinse voorverkiezing, maar Pence trok zich nadien terug uit de strijd toen hij door Donald Trump gevraagd werd als zijn running mate bij de presidentsverkiezingen. Er werd geen nieuwe voorverkiezing georganiseerd; na een interne stemming binnen de Republikeinse partijcommissie werd Holcomb aangewezen als vervanger en daarmee als kandidaat voor het gouverneurschap. Tegelijkertijd werd Suzanne Crouch geselecteerd om de plaats van Holcomb over te nemen als kandidaat luitenant-gouverneur.
Holcomb wist de verkiezing te winnen met een ruime voorsprong op zijn Democratische tegenstander John Gregg en werd zo verkozen tot gouverneur van Indiana. Zijn inauguratie vond plaats op 9 januari 2017 in het Indiana Statehouse in de hoofdstad Indianapolis. Bij de gouverneursverkiezingen van 2020 werd Holcomb met 56,5% van de stemmen herkozen voor een tweede ambtstermijn.
Onder Holcombs bestuur werden in Indiana verschillende anti-transgenderwetten ingevoerd. In augustus 2022 ondertekende hij tevens een wet waarmee abortus (op enkele uitzonderingen na) strafbaar werd gesteld. Indiana was de eerste staat die dit deed nadat het federale Hooggerechtshof een einde had gemaakt aan het zogeheten Roe v. Wade-arrest. Verder besliste Holcomb de doodstraf weer te laten uitvoeren, nadat dit in Indiana vijftien jaar lang niet was gebeurd. Moordenaar Joseph Corcoran werd eind 2024 ter dood gebracht.
Met het uitdienen van twee ambtstermijnen mocht Holcomb zich in 2024 niet nogmaals herkiesbaar stellen als gouverneur. Hij werd op 13 januari 2025 opgevolgd door zijn partijgenoot Mike Braun.
- Gemeinsame Normdatei: 1186015403
- Virtual International Authority File: 426155832957933490004